# Abominations of Desolation
Abominations of Desolation är det amerikanska death metal-bandet Morbid Angels tredje fullängdsalbum, som gavs ut den 2 september, 1991, av Earache Records. Albumet spelades in 1986 som deras första demo, med David Vincent som producent, men albumet gavs aldrig ut. Efter en serie av bootlegs så gav Earache Records ut skivan.
Många av låtarna på detta albumet blev återinspelade och figurerar på senare Morbid Angel album. "Chapel of Ghouls," "Lord of All Fevers and Plague, och "Welcome to Hell" (omdöpt till "Evil Spells") finns på Altars of Madness. "Unholy Blasphemies," "Abominations," och "Azagthoth" (omdöpt till "The Ancient Ones") finns på Blessed are the Sick. "Angel of Disease" finns med på Covenant, och slutligen, "Hell Spawn" finns med på Formulas Fatal to the Flesh som "Hellspawn: The Rebirth"."Demon Seed" är den enda låten från detta album som inte har återinspelats för att vara med på något annat fullängdsalbum.

## Låtförteckning
1. "The Invocation / Chapel of Ghouls" – 7:11
2. "Unholy Blasphemies" – 4:00
3. "Angel of Disease" – 5:36
4. "Azagthoth" – 5:49
5. "The Gate / Lord of All Fevers" – 5:55
6. "Hell Spawn" – 2:32
7. "Abominations" – 4:19
8. "Demon Seed" – 2:12
9. "Welcome to Hell" – 4:57

## Medverkande
Musiker (Morbid Angel-medlemmar)
- Mike Browning – sång, trummor
- Trey Azagthoth – gitarr
- Richard Brunelle – gitarr
- John Ortega – basgitarr

Produktion
- David Vincent – producent
- Bill Metoyer – producent
- Jonathan Barry – omslagsdesign
- Mark Craven – omslagskonst